# 밥 베넷 (정치인)
로버트 포스터 베넷(Robert Foster Bennett, 1933년 9월 18일 ~ 2016년 5월 4일)는 미국의 정치인이다. 아버지는 월리스 F. 베넷 전 미국 유타주 연방상원의원이다.

## 학력
- 유타 대학교 이학사

## 경력
- 1993.01 ~ 2011.01 제103~111대 미국 유타 연방상원의원
- 2003.01 ~ 2007.01 미국 상원 공화당 원내부총무
- 2007.01 ~ 2011.01 미국 상원 규칙위원회 간사

## 예비 선거
- 2010년 6월 10일 美 예비선거에 "바꿔" 열풍… 현역 의원·주지사 무더기 탈락

## 역대 선거 결과
| 선거명      | 직책명                | 대수  | 정당   | 득표율 | 득표수    | 결과 | 당락                 |
| ----------- | --------------------- | ----- | ------ | ------ | --------- | ---- | -------------------- |
| 1992년 선거 | 상원의원 (유타 제3부) | 103대 | 공화당 | 55.38% | 420,069표 | 1위  | 유타주 상원의원 당선 |
| 1998년 선거 | 상원의원 (유타 제3부) | 106대 | 공화당 | 63.98% | 316,652표 | 1위  | 유타주 상원의원 당선 |
| 2004년 선거 | 상원의원 (유타 제3부) | 109대 | 공화당 | 68.73% | 626,640표 | 1위  | 유타주 상원의원 당선 |